# Sinterklaasjournaal (2004)
Het Sinterklaasjournaal in 2004 was het vierde seizoen van het Sinterklaasjournaal en werd gepresenteerd door Dieuwertje Blok. De intocht vond plaats in Alkmaar.

## Verhaallijn
De Hoofdpiet was bezig om de Pieten de "Pieto Toets" uit te leggen, waarin de Pieten een naam moesten lezen. Ieder die dit niet kon, moest in Spanje blijven en mocht niet mee naar Nederland. Toen Dieuwertje dit zag, ontdekte ze dat de boot nog niet was vertrokken. Natuurlijk vertrok hij halsoverkop, maar te laat. Sinterklaas echter ontdekte dit en deed zogenaamde 'pepernotenolie' in de machine van de boot, waardoor deze heel erg snel ging varen. Uiteindelijk kwam de Pakjesboot 12 nog precies op tijd aan in Alkmaar. Aan het einde van de intocht bleek dat het Leespietje stiekem was meegegaan met de boot, terwijl dit niet mocht, omdat hij zakte voor de "Pieto Toets". Sinterklaas vond de "Pieto Toets" onzin en beloofde hem te leren lezen met behulp van chocoladeletters.
Maar de cadeautjes voor 5 december waren door het gehaaste vertrek nog niet ingepakt. De Wegwijspiet bouwde uiteindelijk een machine die ze kon inpakken, maar die ging veel te langzaam. De Pieten wilden met de 'pepernotenolie' van Sinterklaas de cadeautjes snel inpakken, maar toen dit gebeurd was, sloeg de machine op hol en werden er fopcadeautjes gemaakt, die overal in Nederland werden bezorgd.
De Hoofdpiet nam de fopcadeautjes mee in een grote rode vrachtwagen en verspreidde ze door heel Nederland. Tenminste, dat was de bedoeling: hij nam namelijk per ongeluk de 5 decembercadeautjes mee. In Nederland werd er overal fanatiek gezocht naar de cadeautjes. Uiteindelijk werden ze allemaal tijdig gevonden. Sinterklaas verstopte de cadeautjes in de stoomboot.
Maar de Pieten dachten dat de cadeautjes nog steeds weg waren en waren bang dat Sint boos op hen zou zijn. Daarom pakten ze de stoomboot en vertrokken ze voortijdig terug naar Spanje. Sinterklaas en Dieuwertje zagen hoe de boot vertrok. Samen haalden ze hem ook weer terug, met hulp van de Leespiet, die inmiddels kon lezen. Hij kon de brief van Sinterklaas, waarop stond dat de pakjes op de boot lagen, lezen. Al gauw werd de boot gekeerd en kwam hij weer terug naar Nederland, met alle cadeautjes. Terug aangemeerd haalde Sinterklaas de Pieten uit de boot en ging terug naar het Pietenhuis, waar volop werd gefeest met chocolademelk en pepernoten.

## Rolverdeling
| Rol                     | Naam                  |
| ----------------------- | --------------------- |
| Presentatrice           | Dieuwertje Blok       |
| Voice-over              | Kees Driehuis         |
| Verslaggever            | Rik Hoogendoorn       |
| Verslaggeefster         | Dolores Leeuwin       |
| Sinterklaas             | Bram van der Vlugt    |
| Wellespiet              | Dick van den Toorn    |
| Boekpiet                | Marc Nochem           |
| Hoofdpiet               | Erik van Muiswinkel   |
| Huispiet                | Maarten Wansink       |
| Wegwijspiet             | Michiel Kerbosch      |
| Paardenpiet Glenn       | Anne Rats             |
| Pietje Precies          | Bob Fosko             |
| Rare Piet               | Rob Kamphues          |
| Sorrypiet               | Marc-Marie Huijbregts |
| Piet                    | Freek Commandeur      |
| Willem Grol             | Ferry de Groot        |
| Professor Titus Tillema | Dick Lam              |
| Gastrollen              |                       |
| Kees Korst              | Stefan de Walle       |
| Juf Pom                 | Ricky Koole           |
| Voorbijganger           | Brigitte Kaandorp     |
| Verslaggever            | Gijs Wanders          |
| Verslaggeefster         | Sacha de Boer         |
| Slager                  | Bert Klunder          |
| Verslaggever            | Philip Freriks        |
| Chique dame             | Sanne Wallis de Vries |
| Annegien van Zeveren    | Martine Sandifort     |
| Vuilnisman              | Edo Brunner           |
| Zichzelf                | Tom Egbers            |